# 도어즈 (영화)
《도어즈》(영어: The Doors)는 미국에서 제작된 1991년 전기 뮤지컬 드라마 영화이다. 올리버 스톤이 연출을 맡고, J. 랜들 존슨과 공동 각본을 썼다. 1960년대와 70년대에 활동한 동명 록 밴드가 음악계와 반문화에 끼친 영향을 다루었다. 밸 킬머가 리드 보컬 짐 모리슨 역으로 출연하였고, 빌 그레이엄 등이 제작에 참여하였다.
이 영화는 평단으로부터 복합적인 평가를 받았으며, 박스 오피스에서 흥행에 실패하였다.

## 출연진
- 밸 킬머 - 짐 모리슨 역
  - 숀 스톤 - 어린 짐 역
- 케빈 딜런 - 존 덴즈모어 역
- 카일 매클라클런 - 레이 맨제릭 역
- 캐슬린 퀸런 - 퍼트리샤 케닐리 역
- 메그 라이언 - 패멀라 코슨 역
- 프랭크 훼일리 - 로비 크리거 역
- 조시 에번스 - 빌 시던스 역
- 크리스핀 글러버 - 앤디 워홀 역
- 켈리 후 - 도러시 역
- 데니스 버클리 - 도그 역
- 존 캐퍼디치 - 제리 역
- 빌리 아이덜 - 캣 역
- 퍼트리샤 케닐리모리슨 - 켈트 이교 사제 역
- 마이클 매드슨 - 톰 베이커 역
- 코스터스 맨딜로어 - 이탈리아 백작 역
- 데비 메이자 - 위스키 걸 역
- 미미 로저스 - 글로리아 스테이버스 역: 잡지 사진작가.
- 제니퍼 루빈 - 이디 세지윅 역
- 그레천 베커 - 모리슨 부인 역
- 플로이드 레드 크로 웨스터먼 - 원주민의 영 역
- 폴 윌리엄스 - 워홀의 PR 에이전트 역
- 크리스티나 풀턴 - 니코 역
- 마이클 윈콧 - 폴 A. 로스차일드 역
- 마크 모지스 - 잭 홀즈먼 역
- 에릭 버던 - 런던 포그 카메오 역
- 폴 A. 로스차일드 - 런던 포그 카메오 역
- 올리버 스톤 - UCLA 영화과 교수 역
- 피터 크롬비 - 어소시에이트 변호사 역
- 찰리 스프래들링 - CBS 백스테이지 여성 역
- 존 덴즈모어 - 존 헤이니 역: 스튜디오 엔지니어.
- 윌리엄 컨스틀러 - 짐의 변호사 역
- 조지 비셋 - 로비 크리거의 여자친구 역
- 웨스 스투디 - 사막의 미국 원주민 역
- 타이터스 웰리버 - 경찰 역
- 윌 조던 - 에드 설리번 역
- 크리스토퍼 로퍼드 - 뉴욕 언론인 역
- 앤드루 라우어 - UCLA 학생 역
- 로드니 그랜트 - 바니스 손님 역
- 애니 매킨로 - 비서 역
- 데비 팰커너 - 존 덴즈모어의 여자친구 역
- 이글아이 체리 - 지방 공연 매니저 역
- 리사 에덜스틴 - 메이크업 아티스트 역
- 카리나 롱바르 - 워홀의 여배우 역
- 잭 맥기 - 마이애미 경찰 역
- 제니퍼 틸리 - 오키 여성 역 (크레디트 미기재)

## 기타 제작진
- 총괄 제작: 마리오 카사르
- 미술: 바버라 링
- 의상: 말린 스튜어트

## 기타 정보
- 대한민국 수입: 나이너스 엔터테인먼트